# Шивуте, Сакки
Сакария «Сакки» Шивуте (англ. Sakaria "Sackey" Shivute; род. 10 октября 1965) — намибийский боксёр, представитель средней весовой категории. Выступал за сборную Намибии по боксу в середине 1990-х годов, серебряный призёр Всеафриканских игр в Хараре, обладатель бронзовой медали чемпионата Африки, участник летних Олимпийских игр в Атланте.

## Биография
Сакки Шивуте родился 10 октября 1965 года.
В 1994 году вошёл в основной состав намибийской национальной сборной и выступил на Играх Содружества в Виктории, где в зачёте средней весовой категории был остановлен уже в 1/8 финала представителем Ямайки Делроем Хендерсоном.
Год спустя побывал на Всеафриканских играх в Хараре, откуда привёз награду серебряного достоинства — в решающем финальном поединке уступил алжирцу Мохамеду Бахари.
Благодаря череде удачных выступлений Шивуте удостоился права защищать честь страны на летних Олимпийских играх 1996 года в Атланте. Тем не менее, провёл на Играх только один единственный бой — уже на предварительном этапе со счётом 3:12 потерпел поражение от австралийца Джастанна Кроуфорда. Также в этом сезоне выступил на международном турнире «Хиральдо Кордова Кардин» на Кубе, где добрался до стадии четвертьфиналов.
После Олимпиады Сакки Шивуте ещё в течение некоторого времени оставался в составе боксёрской команды Намибии и продолжал принимать участие в крупнейших международных турнирах. Так, 1998 году он добавил в послужной список бронзовую медаль, выигранную в среднем весе на чемпионате Африки в Алжире.